# Импровизация 19
«Импровизация 19» (нем. Improvisation 19) — абстрактная картина русского художника Василия Кандинского, написанная в 1911 году и хранящаяся в Городской галерее в доме Ленбаха в Мюнхене, Германия.

## Описание
Отчётливо выделяются две группы фигур, напоминающих людей. Однако контур правой группы более выразителен, и фигуры на ней хорошо видны до самого края.
Остальную часть полотна занимают различные оттенки синего цвета — от светло-голубого до тёмного ультрамаринового. В верхней части картины можно заметить дугообразный фрагмент чёрного цвета, который выходит за пределы рамы. Слева за фигурами расположена белая обводка предметов, которая, возможно, символизирует тень людей.
Дугообразная линия в центре полотна, самая жирная и плотная из всех, может быть важным элементом, который раскрывает содержание картины. Цветовая гамма вызывает ассоциации с африканской природой: оранжево-жёлтые пески, солнце, голубое небо, серые озёра, зелёные леса и светло-охристая архитектура. Возможно, художник продолжил эту ассоциативную игру в «Импровизации 19», добавив линию вверху. Однако точного объяснения этому нет.

## Критика
Аннегрет Хоберг, куратор Государственной галереи в доме Ленбаха в Мюнхене, где хранится несколько работ Кандинского, в том числе и эта, написала об этой работе в каталоге выставки:

…Кажется, что в Импровизации 19 происходит неведомый ритуал, своего рода инициация и иллюстрация фигур, которые можно понимать как новички. Видны полупрозрачные фигуры, имеющие только чёрные контуры. Слева идет процессия нажимающих меньших форм. вперед, за которым следуют цветные тени. Большая часть работы, однако, наполнена фантастической, неземной синевой, которая просвечивает и сквозь группу фигур, показанных справа, которые как будто движутся вместе с местом назначения за пределами картины. Духовное воздействие этих длинных и бестелесных фигур заключается как в их однообразии (то есть все они имеют одинаковую высоту, как на византийских изображениях святых), так и в том, что глубокий синий, почти фиолетовый оттенок их голов, может символизировать угасание или переход… Эта работа подчёркивает почти мессианское ожидание спасения через картину Кандинского.
Оригинальный текст (англ.)…It seems as if an unknown ritual occurs in Improvisation 19, a kind of initiation and enlightenment of figures who can be understood as novices. One sees translucent figures outlined only in black. On the left is a procession of smaller form presses forward to the front, followed by shades of colour. The largest part of the painting, however, is filled with a wonderful, supernatural blue, which also shines through the group of figures shown in profile on the right, who seem to move toward a goal outside the painting. The spiritual impact of these long, totally incorporeal figures draws both on the uniformity (that is, they are all the same height, as in Byzantine pictures of saints) and on the fact that deep blue, almost violet shade in their heads may symbolize extinction or transition….This work underscores Kandinsky’s almost messianic expectation of salvation through painting…